# 601227 Ammann
601227 Ammann este o planetă minoră (asteroid) din Asteroid troian al lui Jupiter. A fost descoperită pe 18 decembrie 2012 la  de Michel Ory⁠(d) și a fost numită după Simon Amman. 
Obiectul prezintă o orbită caracterizată de o semiaxă mare de 5,2255770476331 UAi, o excentricitate de 0,096693399302037, o înclinație de 8,1705910668202 ° în raport cu ecliptica.